# Tubular Bells III
Tubular Bells III ist ein Musikalbum des britischen Musikers Mike Oldfield aus dem Jahr 1998. Es ist nach Tubular Bells (1973) und Tubular Bells II (1992) das dritte Album mit diesem Thema. Es folgte 1999 noch The Millennium Bell. TB III wurde zwischen Dezember 1996 und März 1998 in Studios auf Ibiza und in London aufgenommen. Auf dem Best-of-Album XXV: The Essentials veröffentlichte Oldfield bereits einen Appetitmacher auf TB III – allerdings ist diese Version von Secrets auf dem eigentlichen Album nicht zu finden.

## Unterschiede zu den Vorgängeralben
Im Gegensatz zu Tubular Bells II weicht Oldfield beträchtlich von den Themen seines Erstlingswerks ab. TB II setzte noch Wert auf eine parallele Struktur, doch ist in TB III weder die bekannte Instrumentenansage (im Original von Vivian Stanshall, in TB II von Alan Rickman) noch das flotte Gitarrenende zu finden. Auch der „moribund chorus“ ist nur in abgewandelter Form und an ganz anderer Stelle eingebaut. Lediglich die Anfangssequenz erinnert an den Beginn von Tubular Bells. Im Gegensatz zu den Vorgängern finden sich hier auch gesungene Lieder. Auch ist Tubular Bells III nicht in zwei lange Stücke gegliedert; die einzelnen Tracks sind eigenständiger.
Tubular Bells III ist in 11 Stücke gegliedert. Die Tracks sind The Source of Secrets, The Watchful Eye, Jewel in the Crown, Outcast (Ansätze des 'moribund chorus'), Serpent Dream, The Inner Child, Man in the Rain, The Top of the Morning, Moonwatch, Secrets und Far Above the Clouds (mit den Tubular Bells).
Das Stück Man in the Rain enthält als erstes Stück der Tubular Bells-Reihe gesungenen Text. Der Gesang stammt nicht, wie oft vermutet wird, von Maggie Reilly (die in Oldfields Hit Moonlight Shadow sang), sondern von Cara Dillon (der Sängerin von Polar Star). Das Lied weist sowohl in Akkordprogression als auch Schlagzeugbegleitung allerdings starke Analogien zu Moonlight Shadow auf. Das Finale Far Above The Clouds ist eine Art Synthese verschiedener Oldfield-Höhepunkte: Die Basslinie ist eine schneller gespielte Version des Backgrounds der Instrumentenvorstellung aus TB 1, dazu erklingen die magischen Trommeln aus der Klimax von Ommadawn, Gitarrensolo und Harmonik variieren North Star aus Platinum.

## Live-Auftritte
1998 erlebte TB III seine Live-Premiere in London; begleitet wurde Oldfield wieder von einem Orchester – manche Musiker waren schon bei der Premiere von TB II dabei. Diese Live-Premiere erschien als Doppel-DVD (inklusive der Premiere von Tubular Bells II in Edinburgh).

## Instrumente
Mike Oldfield spielt die meisten Instrumente selbst; er verzichtet aber im Booklet des Albums darauf, diese näher aufzulisten.
Als Gastsängerinnen wurden Cara von der Gruppe Polar Star, Heather Burnett (beide bei Man In The Rain), Rosa Cedrón (The Inner Child) und Amar (The Source Of Secrets, Jewel In The Crown und Secrets) verpflichtet. Bei Far Above The Clouds teilen sich Clodagh Simonds von der Folkgruppe Mellow Candle und Francesca Robertson den Gesang.

## Titelliste
1. The Source of Secrets – 5:35
2. The Watchful Eye – 2:09
3. Jewel in the Crown – 5:45
4. Outcast – 3:49
5. Serpent Dream – 2:53
6. The Inner Child – 4:41
7. Man in the Rain – 4:03
8. The Top of the Morning – 4:26
9. Moonwatch – 4:25
10. Secrets – 3:20
11. Far Above the Clouds – 5:30